# WWE Superstars
WWE Superstars foi um programa de wrestling profissional produzido pela WWE, que foi ao ar originalmente pela WGN America nos Estados Unidos. Ele estreou em 16 de abril de 2009 e terminou a sua transmissão nacional em 7 abril de 2011. Após a transmissão final do show na televisão, o programa passou a ser transmitido via internet, mantendo um programa de televisão tradicional nos mercados internacionais. O show apresenta os lutadores e divas menos utilizados pela WWE, em um formato semelhante ao Heat, que servia para a mesma finalidade. Grandes nomes como John Cena e Randy Orton já apareceram anteriormente na série em seu início. O show também contou com talentos do agora extinto programa ECW.
Em 28 de novembro de 2016, foi anunciado que o Superstars tinha sido cancelado pela WWE e seria substituído na WWE Network pelo WWE 205 Live.

## Comentaristas
| Comentaristas                              | Datas |
| ------------------------------------------ | --- |
| Raw                                        | |
| Scott Stanford e Jerry Lawler              | 7 de outubro de 2010 28 de outubro de 2010 – 11 de novembro de 2010 25 de novembro de 2010 23 de dezembro de 2010 |
| Michael Cole e Josh Mathews                | 11 de novembro de 2010                                                                                            |
| Scott Stanford e CM Punk                   | 18 de novembro de 2010 2 de dezembro de 2010 – 16 de dezembro de 2010                                             |
| Scott Stanford e Josh Mathews              | 30 de dezembro de 2010 – 25 de outubro de 2012                                                                    |
| Josh Mathews e Matt Striker                | 10 de novembro de 2011                                                                                            |
| Scott Stanford e Matt Striker              | 29 de março de 2012 26 de abril de 2012 – 3 de maio de 2012                                                       |
| SmackDown                                  | |
| Todd Grisham e Jim Ross                    | 16 de abril de 2009 – 29 de outubro de 2009                                                                       |
| Todd Grisham e Matt Striker                | 5 de novembro de 2009 – 2 de dezembro de 2010                                                                     |
| Jack Korpela e Matt Striker                | 9 de dezembro de 2010 – 26 de maio de 2011 9 de junho de 2011 – 3 de novembro de 2011                             |
| Jack Korpela e Booker T                    | 2 de junho de 2011                                                                                                |
| Josh Mathews e Matt Striker                | 10 de novembro de 2011 – 25 de outubro de 2012                                                                    |
| Michael Cole e Matt Striker                | 26 de abril de 2012                                                                                               |
| ECW                                        | |
| Josh Mathews e Matt Striker                | 16 de abril de 2009 – 22 de outubro de 2009                                                                       |
| Josh Mathews e Byron Saxton                | 27 de outubro de 2009 – 11 de fevereiro de 2010                                                                   |
| Inter-promocional                          | |
| Scott Stanford e Matt Striker              | 23 de agosto de 2012 2 de novembro de 2012 – 11 de janeiro de 2013                                                |
| Tony Dawson e Matt Striker                 | 18 de janeiro de 2013 – 21 de junho de 2013                                                                       |
| Tony Dawson e Alex Riley                   | 28 de junho de 2013 – 20 de setembro de 2013                                                                      |
| Josh Mathews e Tom Phillips                | 27 de setembro de 2013                                                                                            |
| Josh Mathews e Alex Riley                  | 15 de novembro de 2013                                                                                            |
| Tom Phillips e Alex Riley                  | 4 de outubro de 2013                                                                                              |
| Rich Brennan e Xavier Woods                | 28 de agosto de 2015 - 16 de outubro de 2015                                                                      |
| Rich Brennan e Byron Saxton                | 23 de outubro de 2015 - 1 de Janeiro de 2016                                                                      |
| Rich Brennan e The Miz                     | 8 de janeiro de 2016                                                                                              |
| Tom Phillips, Dolph Ziggler e David Otunga | 17 de junho de 2016 - 01 de julho de 2016                                                                         |
| Tom Phillips e David Otunga                | 24 de junho de 2016 - 15 de julho de 2016                                                                         |

## Anunciadores de ringue
| Anunciadores de ringue | Datas |
| ---------------------- | --- |
| Raw                    | |
| Lilian Garcia          | 16 de abril de 2009 – 24 de setembro de 2009 |
| Justin Roberts         | 1 de outubro de 2009 – 5 de maio de 2011 14 de julho de 2011 – 21 de julho de 2011 10 de novembro de 2011 29 de dezembro de 2011 – 25 de outubro de 2012 |
| SmackDown              | |
| Justin Roberts         | 16 de abril de 2009 – 24 de setembro de 2009 |
| Tony Chimel            | 1 de outubro de 2009 – 5 de maio de 2011 21 de julho de 2011 29 de dezembro de 2011 – 25 de outubro de 2012                                              |
| Savannah               | 6 de maio de 2010 – 17 de junho de 2010 |
| Jamie Keyes            | 12 de agosto de 2010 – 31 de agosto de 2010 |
| Eden Stiles            | 14 de julho de 2011 10 de novembro de 2011 |
| ECW                    | |
| Tony Chimel            | 30 de abril de 2009 |
| Lauren Mayhew          | 8 de outubro de 2009 – 19 de novembro de 2009 |
| Savannah               | 17 de dezembro de 2009 – 11 de fevereiro de 2010 |
| Inter-promocional      | |
| Ashley Valence         | 25 de novembro de 2010 – 9 de dezembro de 2010 |
| Justin Roberts         | 10 de março de 2011 |
| Eden Stiles            | 12 de maio de 2011 – 22 de dezembro de 2011 9 de janeiro de 2015 17 de abril de 2015 – 29 de maio de 2015 16 de outubro de 2015 6 de novembro de 2015    |
| Tony Chimel            | 2 de novembro de 2012 – 1 de janeiro de 2016 |
| Lilian Garcia          | 23 de outubro de 2014 - 26 de fevereiro de 2016 |
| Greg Hamilton          | 4 de março de 2016 - 22 de julho de 2016 |